# Mercy Hospital
Pour les articles homonymes, voir Mercy.
Cet article possède un paronyme, voir Hôpital de Mercy.
Mercy Hospital (Mercy) est une série télévisée américaine en 22 épisodes de 42 minutes, créée par Liz Heldens et diffusée entre le 23 septembre 2009 et le 12 mai 2010 sur le réseau NBC et en simultané au Canada sur Citytv.
En Belgique, la série est diffusée depuis le 6 mai 2010 sur La Une et en Suisse depuis le 11 juin 2010 sur TSR1. En France, elle est diffusée depuis le 12 juin 2010 sur M6 puis rediffusée dès le 17 avril 2011 sur Téva, depuis le 27 février 2012 sur Série Club et à partir du 26 mai 2013 sur Numéro 23. Au Québec, la série est diffusée depuis le 24 août 2010 sur AddikTV.

## Synopsis
Veronica Callahan est une infirmière qui retourne dans sa ville natale après une mission en Irak. Elle retrouve l'infirmière Sonia Jimenez et rencontre la débutante Chloé Payne qui travaillent dans l’hôpital Mercy Hospital, à Jersey City.

## Distribution

### Acteurs principaux
- Taylor Schilling (VF : Marie Zidi) : l'infirmière Veronica Callahan
- Jaime Lee Kirchner (VF : Géraldine Asselin) : l'infirmière Sonia Jimenez
- Michelle Trachtenberg (VF : Chantal Macé) : l'infirmière Chloe Payne
- James Tupper (VF : Cyrille Monge) : Dr Chris Sands
- Diego Klattenhoff (VF : Sébastien Desjours) : Mike Callahan
- Guillermo Diaz (VF : Marc Perez) : l'infirmier Ángel García
- James LeGros (VF : Xavier Fagnon) : Dr Dan Harris

### Acteurs récurrents
- Charlie Semine (VF : Alexandre Gillet) : Nick Valentino
- Patch Darragh (VF : Fabien Jacquelin) : Tim Flanagan
- Kate Mulgrew (VF : Denise Metmer) : Jeannie Flanagan
- Peter Gerety (VF : Richard Leblond) : Jim Flanagan
- Michael Chernus (VF : Laurent Morteau) : Ryan Flanagan
- Johnny Hopkins (VF : Jérôme Berthoud) : Bobby Flanagan
- Margo Martindale (VF : Coco Noël) : l'infirmière Helen Klowden
- Donnetta Lavinia Grays (VF : Chantal Baroin) : Grace
- K.K. Moggie (VF : Marie-Laure Dougnac) : Dr Gillian Jelani
- Jill Flint (VF : Laurence Sacquet) : Simone Sands
- Alexandra Donhoeffner (VF : Maïté Monceau) : Yelena Harris
- Jeff Hephner (VF : Fabrice Josso) : Pete Boswick
- Ryan O'Nan (VF : Nessym Guetat) : Craig Barrow
- Kelly Bishop (VF : Régine Blaess) : Lauren Kempton
- David Call (VF : Sylvain Agaësse) : Paul Kempton
- Kate Nowlin (VF : Sabeline Amaury) : Dr Keri Adams
- Anthony Shell (VF : Laurent Cohen) : Dr Brian Alcaz
- Delroy Lindo : Dr Alfred Parks
- James Van Der Beek (VF : Thierry Wermuth) : Dr Joe Briggs

## Fiche technique
- Version française réalisée par [8]:
  - Société de doublage : Imagine
  - Direction artistique : Franck Louis
  - Adaptation des dialogues : Tim Stevens et Cécile Favre

## Épisodes
1. Le Sens de nos vies (Can We Get That Drink Now?)
2. D'instinct et d'expérience (I Believe You Conrad)
3. La Girafe et le danseur (Hope You're Good, Smiley Face)
4. Grandes Chaleurs (Pulling the Goalie)
5. Pulsions et Conséquences (You Lost Me With the Cinder Block)
6. Le Choix des maux (The Last Thing I Said Was)
7. Excès de romance (Destiny, Meet My Daughter, Veronica)
8. Tout feu tout flamme (I'm Not That Kind of Girl)
9. De l'autre côté (Some of Us Have Been to The Desert)
10. Cochon de troie (I Saw This Pig And I Thought Of You)
11. Triangles amoureux (We're All Adults)
12. Okiro Biro (Wake Up, Bill)
13. Le Grand Saut (Can We Talk About the Gigantic Elephant in the Ambulance ?)
14. Rencards et déboires (I Have A Date)
15. La Fuite en avant (I Did Kill You, Didn't I?)
16. Le Monde à l'envers (I'm Fine)
17. Abus de Saint-Patrick (There Is No Room For You On My Ass)
18. Dilemmes (Of Course I'm Not)
19. Si seulement (There is No Superwoman)
20. Le Prix de la liberté (We All Saw This Coming)
21. Les Charmes du passé (Too Much Attitude and Not Enough Underwear)
22. Sans retour (That Crazy Bitch was Right)

## Commentaires
Le 14 mai 2010, NBC a annoncé que la série ne serait pas reconduite pour une nouvelle saison en raison de mauvaises audiences.